# Colony (Alabama)
Pour les articles homonymes, voir Colony.
Colony est une ville du comté de Cullman dans l'État d'Alabama, aux États-Unis,. Elle est située au sud du comté, à 1,6 km au nord de la rivière Mulberry Fork of the Black Warrior River (en), en bordure de l'Alabama State Route 91 (en).
La ville est incorporée en 1981.

## Histoire
À l'origine, Colony est une communauté fondée après la guerre de Sécession, lors de la reconstruction et après l'émancipation des esclaves affranchis. Il s'agit de la seule communauté Afro-Américaine du comté de Cullman et elle est alors considérée comme un refuge,.

## Démographie
| 1990 | 2000 | 2010 | - |
| ---- | ---- | ---- | - |
| 298  | 385  | 268  | - |

## Source de la traduction
- (en) Cet article est partiellement ou en totalité issu de l’article de Wikipédia en anglais intitulé « Colony, Alabama » (voir la liste des auteurs).